# Pedro Morenés

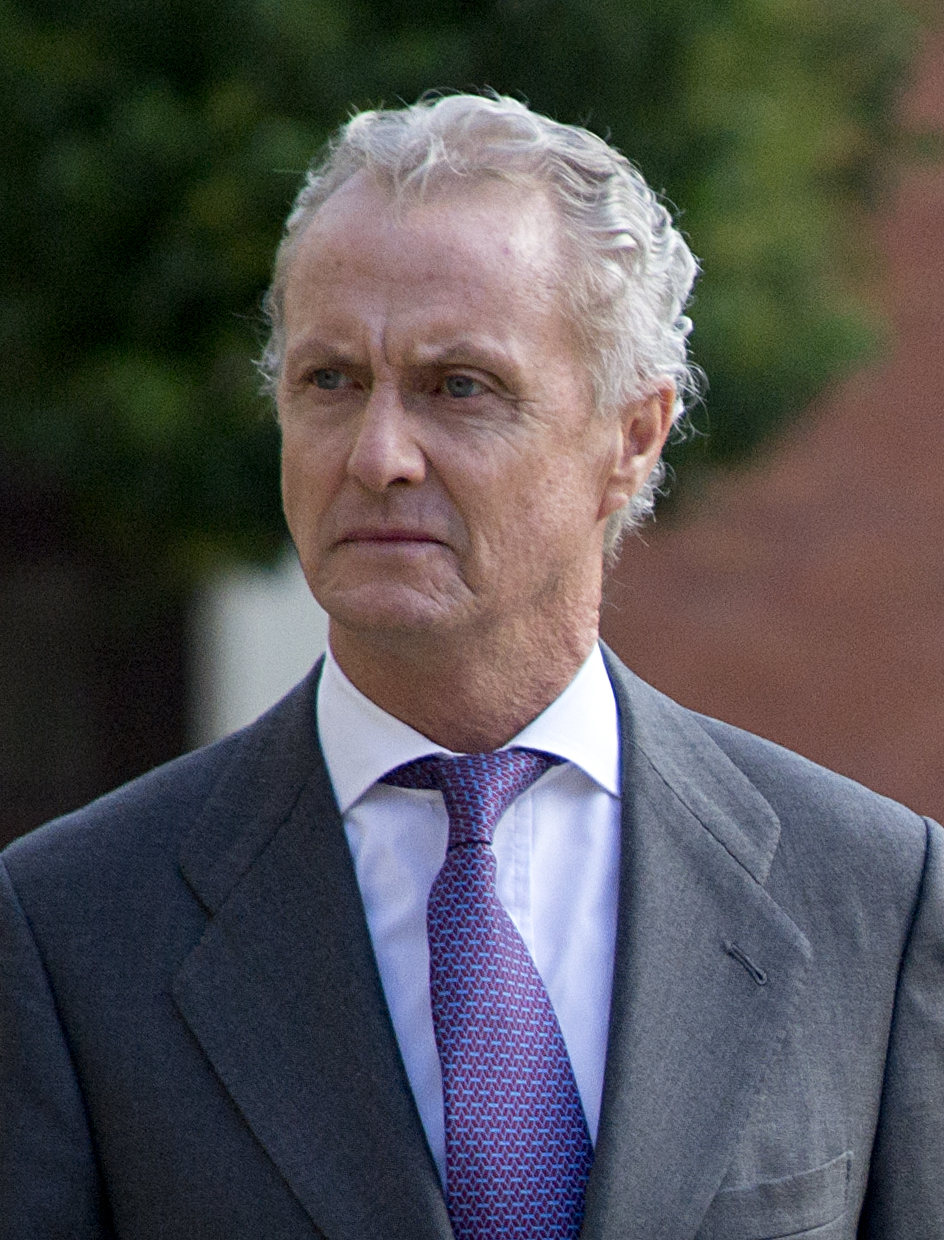
Pedro Morenés im September 2012

Pedro Morenés y Álvarez de Eulate (* 17. September 1948 in Las Arenas, Getxo) ist ein spanischer Politiker der Partido Popular. Er war von 2011 bis 2016 spanischer Verteidigungsminister und ist seit März 2017 als Botschafter Spaniens in den Vereinigten Staaten von Amerika tätig.

## Leben und Karriere
Morenés ist der zweite Sohn des 4. Vizegrafen von Aleson und gehört dem spanischen Hochadel an. Er studierte Rechtswissenschaft an der Opus-Dei-Universität Navarra und Betriebswirtschaft an der Jesuiten-Universität Deusto. Später spezialisierte er sich in European Studies beim Bremer Institut für Seeverkehrswirtschaft. Ab 1974 war er als Unternehmer in der Schiffbauindustrie tätig. In den 1980er Jahren arbeitete er in einer Anwaltskanzlei und trat 1988 in den Werft-Konzern Astilleros Españoles ein, wo er den Geschäftsbereich Internationale Projekte leitete.
1996 berief ihn Verteidigungsminister Eduardo Serra Rexach als Staatssekretär ins spanische Verteidigungsministerium, wo er bis 2000 tätig war und unter anderem die spanischen Truppen in Bosnien besuchte. Anschließend wurde er Staatssekretär im Innenministerium und arbeitete bis August 2002 als Sicherheitssekretär der spanischen Regierung unter dem damaligen Innenminister Mariano Rajoy. Danach ging er bis zum Ende der Legislaturperiode als Staatssekretär ins Ministerium für Wissenschaft und Technologie.
Nach dem Wahlsieg von José Luis Rodríguez Zapatero bei den Wahlen 2004 kehrte Morenés in die Privatwirtschaft zurück, wurde Generalsekretär der Unternehmervereinigung Círculo de Empresarios und widmete sich Managertätigkeiten in der Schifffahrtsbranche und Rüstungsindustrie. 2011 rief ihn der neue Ministerpräsident Mariano Rajoy in sein erstes Kabinett.
Am 21. Dezember 2011 erhielt er die Ernennung zum Verteidigungsminister als Nachfolger von Carme Chacón. Die Personalie stieß auf Kritik, weil Morenés noch kurz zuvor für ein Unternehmen tätig war, das Streubomben an den libyschen Diktator Muammar al-Gaddafi verkauft hatte, der diese gegen die Zivilbevölkerung einsetzte. Als die spanische Regierung 2008 das Übereinkommen über Streumunition unterzeichnete, hatte er 40 Millionen Euro als Entschädigungszahlung für die Rüstungsindustrie gefordert. Zudem war er Vorstandsvorsitzender des Rüstungskonzerns MBDA, der Raketen produziert. Als Chef des Verteidigungsressorts wurde er am 4. November 2016 von seiner Parteikollegin María Dolores de Cospedal abgelöst.
Am 24. März 2017 wurde er als Nachfolger von Ramón Gil-Casares zum spanischen Botschafter in den USA mit Sitz in Washington, D.C. ernannt.
Morenés ist verheiratet und hat drei Kinder. Er gehört dem Golfclub Real Club de la Puerta de Hierro in Madrid an, der als der einer der exklusivsten geschlossenen Herrenclubs Spaniens angesehen wird. Er ist Ritter der Real Maestranza de Caballería de Zaragoza und Großkreuzträger diverser weiterer Orden, darunter der Orden Isabellas der Katholischen und der Orden für Verdienste zur See.
Pedro de Morenés steht dem Opus Dei nahe, über seine Mitgliedschaft wird gemutmaßt.